# Бородулин, Сергей Дмитриевич
Серге́й Дми́триевич Бороду́лин (8 октября 1924 — 26 июня 1944) — красноармеец Рабоче-крестьянской Красной Армии, участник Великой Отечественной войны, Герой Советского Союза (1945).

## Биография
Сергей Бородулин родился 8 октября 1924 года в деревне Лебеди в крестьянской семье. После окончания семи классов школы работал в колхозе. В 1942 году был призван на службу в Рабоче-крестьянскую Красную Армию. Первоначально служил в запасном полку, получил специальность наводчика ракетной установки «катюша». С июня 1943 года — на фронтах Великой Отечественной войны. Участвовал в боях на Западном, 1-м и 2-м Прибалтийском, 3-м Белорусском фронтах. К июню 1944 года гвардии красноармеец Сергей Бородулин был наводчиком реактивной установки 3-го гвардейского миномётного полка 3-го гвардейского кавалерийского корпуса 3-го Белорусского фронта. Отличился во время освобождения Белорусской ССР.
Прорвав немецкую оборону, полк Бородулина продвигался вперёд по Белоруссии. Полковые батареи нанесли противнику сильный ущерб. Так, под Витебском артиллерийская установка, наводчиком которой был Бородулин, совершила 50 залпов и уничтожила несколько сотен солдат и офицеров противника. В ночь с 25 на 26 июня 1944 года батарея попала в окружение у деревни Кожемяки к юго-западу от Витебска. Миномётчики заняли круговую оборону. Кроме Бородулина, в расчёт входили его командир гвардии сержант Т. И. Светличный и шофёр-старший водитель боевой установки гвардии старший сержант П. И. Назаренко. Расчёту приходилось вести огонь по противнику практически прямой наводкой. В этом бою батарея уничтожила более 500 солдат врага, 13 автомашин и 4 орудия. В бою Бородулин получил тяжёлое ранение, но не покинул поля боя даже после того, как установка загорелась от попадания немецкого снаряда. Не покинув своего поста, Бородулин сгорел вместе с «катюшей».
Бородулин и также погибшие в этом бою Светличный и Назаренко были посмертно представлены к званиям Героев Советского Союза. Указом Президиума Верховного Совета СССР от 24 марта 1945 года за «образцовое выполнение боевого задания командования в борьбе с немецко-фашистскими захватчиками и проявленные при этом мужество и героизм» гвардии красноармеец Сергей Бородулин посмертно был удостоен высокого звания Героя Советского Союза. Также был награждён орденом Ленина и медалью «За боевые заслуги».
Весь расчёт был похоронен на месте боя. Летом 1959 года их останки были перенесены в город Сенно и захоронены в братской могиле в парке имени 40-летия комсомола.

## Награды и звания
- Герой Советского Союза (24.03.1954)
- Орден Ленина
- Медаль «За боевые заслуги»

## Память
- Имя Героя выбито на гранитной стеле на Аллее Славы в парке Победы города Кирова 2019.
- С. Д. Бородулин был навечно зачислен в списки воинской части.
- Аллея Героев в СенноВ городе Сенно ему установлен памятник и названа в его честь улица.
- Также его имя есть на обелиске в деревне Кожемяки.
- На здании школы, где он учился, установлена мемориальная доска[2].
- Имя С. Д. Бородулина на Аллее Героев в Сенно (Витебская область, Беларусь).

## Комментарии
1. ↑  Деревня Лебеди в последующем входила в состав Порезского сельсовета Унинского района Кировской области; не сохранилась[1].